# Kuban-Brückenkopf

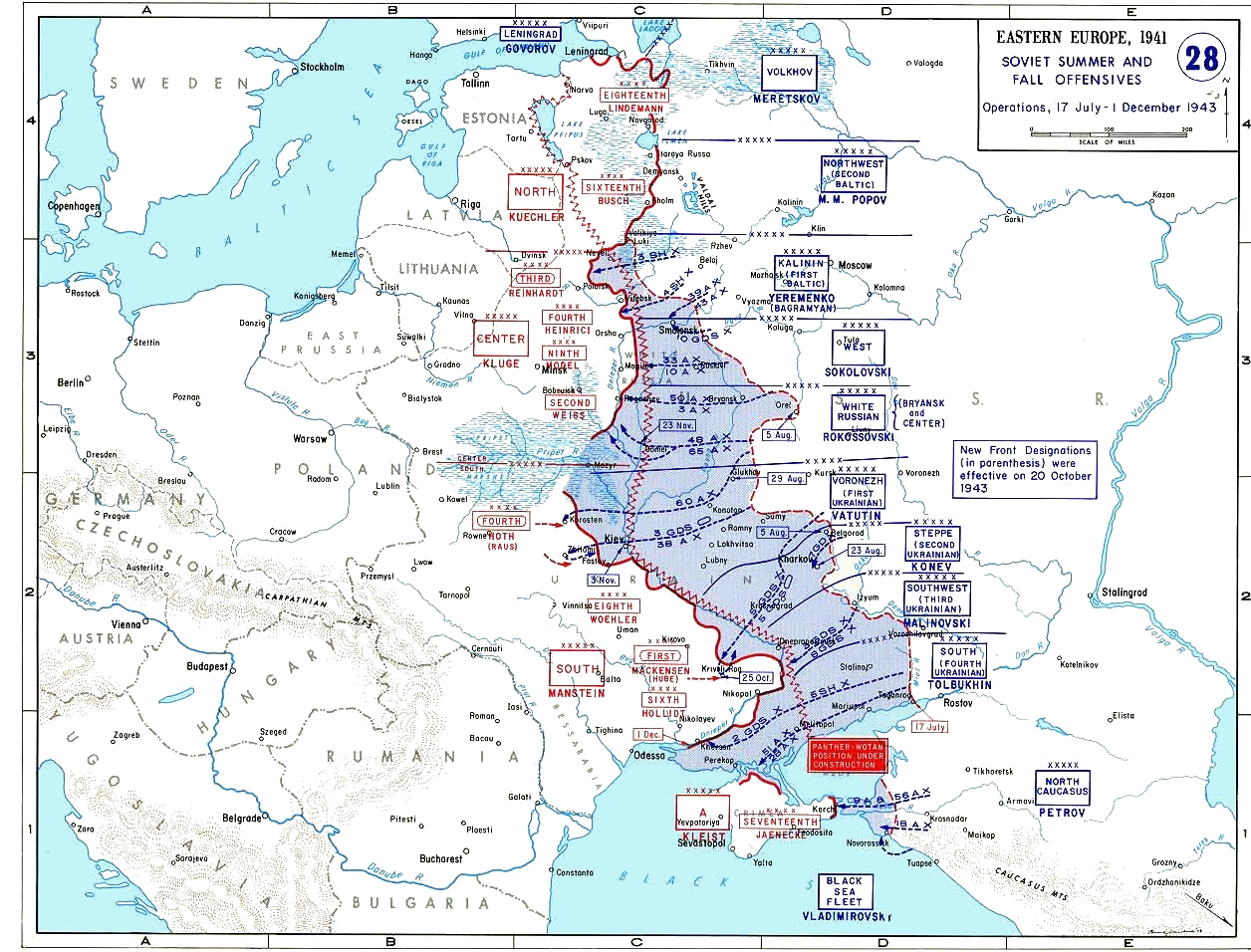
Ostfront 1943. Brückenkopf ist im südlichsten Teil

Der Kuban-Brückenkopf (auch Gotenkopf) war eine deutsche Auffangstellung auf der Taman-Halbinsel in Südrussland, die von Januar bis Oktober 1943 bestand. Nach dem Rückzug der deutschen Truppen aus dem Kaukasus war die Stellung ursprünglich am Unterlauf des Kuban gehalten worden, um einen erneuten Angriff auf die Ölquellen des Kaukasus zu ermöglichen. Nach dem allgemeinen Rückzug des deutschen Ostheeres auf die Panther-Wotan-Linie und im Zuge der sowjetischen Noworossijsk-Tamaner Operation wurden die im Brückenkopf befindlichen deutschen Truppen im Unternehmen Krimhild erfolgreich über die Straße von Kertsch auf die Krim evakuiert.

## Vorgeschichte
Im Rahmen ihrer Sommeroffensive des Jahres 1942 (Fall Blau) hatte die Wehrmacht im Juli einen Vorstoß in Richtung Kaukasus begonnen, mit dem Ziel der Einnahme der Ölfelder von Grosny und Baku. Innerhalb weniger Wochen stießen die zur Heeresgruppe A zusammengefassten deutschen Verbände bis zu 500 Kilometer vor, Anfang August gelang die Einnahme der Ölfelder von Maikop (wobei die dortigen Anlagen beim Rückzug der sowjetischen Verteidiger jedoch nachhaltig zerstört worden waren). Wegen Nachschubmangels und Widerstandes der sowjetischen Transkaukasusfront kam der Vormarsch schließlich vor Grosny und Ordschonikidse zum Stehen, ohne dass die operativen Ziele erreicht worden waren. Mit der Einschließung der 6. Armee bei Stalingrad (Operation Uranus) entstand Ende November ernste Gefahr für die südlich des Don stehenden Truppen, zudem begannen im Raum südlich von Mosdok starke sowjetische Gegenangriffe. Nachdem auch der Entsatzangriff für die 6. Armee (Unternehmen Wintergewitter) abgewehrt worden war, erteilte Hitler den Befehl zum Rückzug aus der Kaukasusregion, der am 31. Dezember begann.

## Verlauf

### Abwehrkämpfe im Kuban-Brückenkopf 1943
Während sich die 1. Panzerarmee noch bis 6. Februar über Rostow nach Norden zurückzog und der Heeresgruppe Don unterstellt wurde, wurde die 17. Armee (Generaloberst Ruoff, ab 25. Juni Jaenecke) gemeinsam mit dem von der 1. Panzerarmee übernommenen LII. Armeekorps (General Ott) während der Nordkaukasischen Operation in Richtung Schwarzmeerküste, Krim und auf die Taman-Halbinsel zurückgenommen. Dort hatte sich Ende Januar 1943 am Unterlauf des Flusses Kuban eine Auffangstellung gebildet. Ursprünglich als Operationsbasis für einen neuerlichen Vorstoß auf die Ölquellen im Raum Grosny gedacht, konnte der Brückenkopf trotz wiederholter Angriffe der sowjetischen Nordkaukasusfront über Monate hinweg gehalten werden. Am 1. Februar hatte das deutsche XXXXIV. Armeekorps (Gruppe Angelis) eine feste Verteidigung im Süden von Krasnodar mit der 125. und 198. Infanterie-Division aufgebaut, welche durch die sowjetische 56. Armee blockiert wurde. Die 101. Jäger-Division (Generalmajor Vogel) hatte eine starke Verteidigungsstellung südlich von Krasnodar bei Shendzhiy eingenommen. Die östlichen Zugänge nach Krasnodar wurden vom XXXXIX. Gebirgskorps gesichert. Am Morgen des 12. Februar gab die Nachhut der 198. Infanterie-Division Krasnodar auf und sprengte die Brücke über den Kuban. Nördlich davon war bei diesen Kämpfen General Haccius, der Kommandeur der 46. Infanterie-Division, gefallen.
Am 24. Februar gingen das LII. Armeekorps und das XXXXIX. Gebirgskorps hinter dem Protoka-Fluss auf die sogenannte Poseidon-Linie zurück, während südlich des Kuban-Abschnittes die Gruppe Angelis gegenüber Gretschkos 56. Armee über Sewerskaja zurückging und die Verteidigung im Raum Krymskaja übernahm. Bis zum 25. Februar musste sich die 17. Armee auf eine besser zu haltende Linie zurückziehen, in der zwölf deutsche und vier rumänische Divisionen eine etwa 120 km lange Front hielten. Ende Februar verlief die Front im Brückenkopf von Nord nach Süd an der Linie Petrowskaja–Poltawskaja–Slawjanskaja–Troizkaja–Krymskaja–Abinskaja bis zur Küste nach Noworossijsk.
Die deutschen und rumänischen Truppen benötigten im Schnitt 4000 t Versorgungsgüter täglich, die durch die Kriegsmarine mit kleinen Schiffen wie Marinefährprahmen über die Straße von Kertsch transportiert wurden.

### Sowjetische Führung
Am südlichen Küsten-Abschnitt im Raum Tuapse befand sich das Hauptquartier der sowjetischen Schwarzmeergruppe (General Iwan Petrow) gebildet aus der 18., 46., 47. und 56. Armee, von der 5. Luftarmee (Generalleutnant Sergei K. Gorjunow) und der Schwarzmeerflotte (Vizeadmiral F. S. Oktjabrski) unterstützt. Das Kommando der Transkaukasusfront fungierte weiter und löste die logistische Arbeit für den Nachschub und Ersatz.
Nordkaukasus-Front (Generaloberst Iwan Iwanowitsch Maslennikow)
- 9. Armee (Generalmajor Konstantin A. Korotejew)
- 11. Schützenkorps (Generalmajor Iwan A. Rubanjuk)
- 37. Armee (Generalmajor Pjotr M. Koslow)
- 58. Armee (Generalmajor Kondrat S. Melnik)
- 4. Luftarmee (Generalmajor Nikolai F. Naumenko)

Transkaukasus-Front (General Iwan W. Tjulenjew)
- 18. Armee (Generalmajor Alexander I. Ryschow)
- 46. Armee (Generalmajor Iwan P. Roslji)
- 47. Armee (Generalleutnant K. N. Lesselidse)
- 56. Armee (Generalmajor Andrei A. Gretschko)
- 5. Luftarmee (Generalleutnant Sergei K. Gorjunow)

Frontreserve
- 10. Schützen-Corps
- 4. Garde-Kavallerie-Korps (9. und 10. Garde- und 10. Kavallerie-Division)
- 5. Garde-Kavallerie-Korps (11. und 12. Garde- und 63. Kavallerie-Division)[3]

### Landung bei Noworossisk

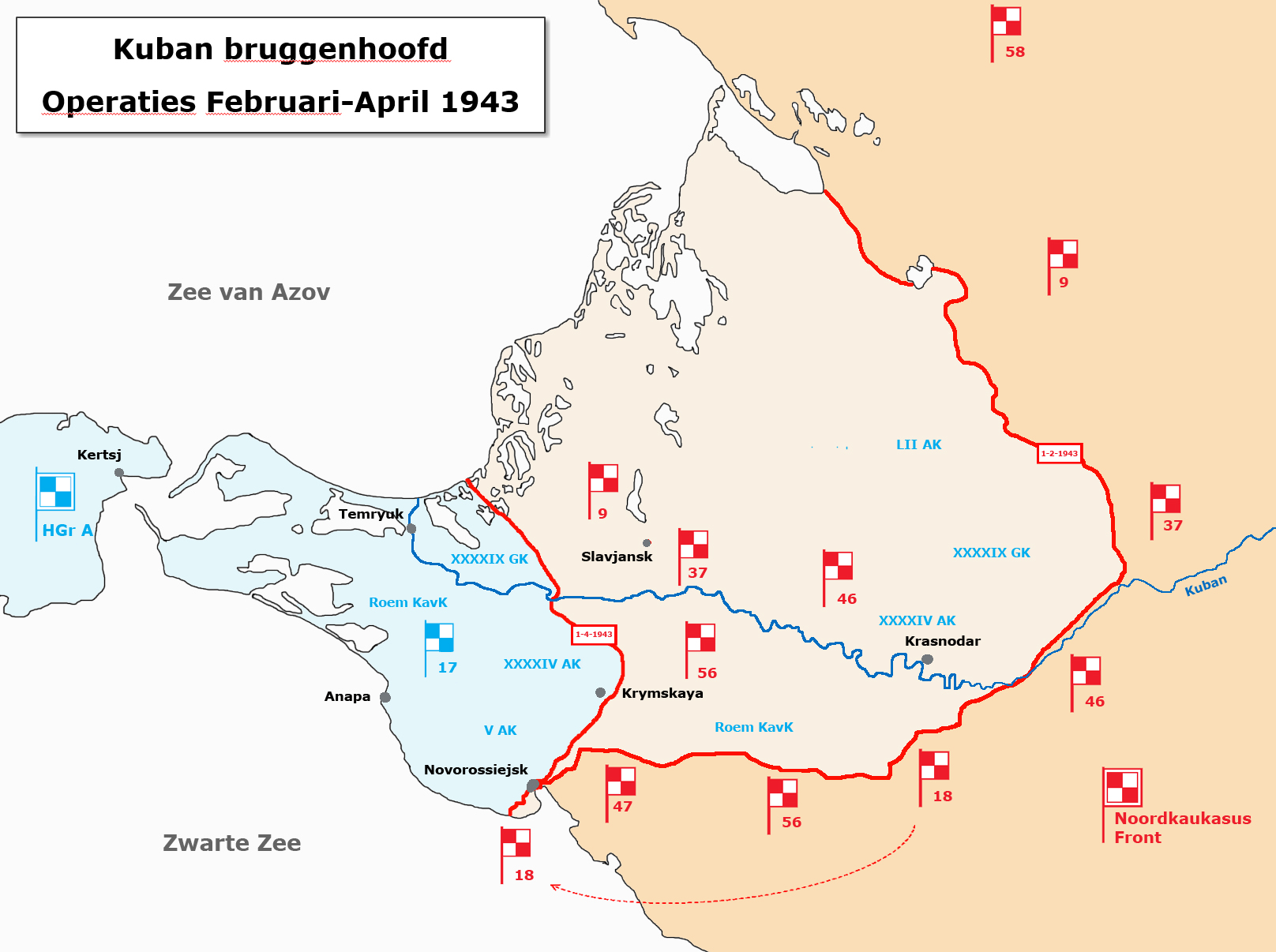
Frontlage im Februar und April 1943

Anfang Februar lagen vor dem nördlichen Frontabschnitt des deutschen LII. Armeekorps die Truppen der sowjetischen 9. und 58. Armee an der Linie Brjnkowskaja und Warenikowskaja und versuchten den Durchbruch in Richtung auf Slawjanskaja, die 56. Armee rückte von Süden nach Krasnodar vor. Die Stawka plante den Hauptangriff aber im Süden: Während die sowjetische 47. Armee die Stellungen der deutschen Gruppe Wetzel (V. A.K.) vor Noworossijsk aus dem Osten angriff, versuchte die Schwarzmeerflotte die feindlichen Verteidigungsanlagen am 4. Februar durch amphibische Truppenlandungen (sowjetische 18. Armee) in der Osereika-Bucht und bei Stanitschka im Rücken der deutschen Front aufzurollen. Ein weiterer Ablenkungsangriff wurde gleichzeitig mit Zerstörern im Hafen von Anapa durchgeführt. Die zuerst verfügbare deutsche 198. Infanterie-Division wurde gegen den sowjetischen Brückenkopf angesetzt. Das Grenadier-Regiment 305 kämpfte unter schweren Bedingungen im Häuserkampf bei Stanitschka und erlitt schwere Verluste. Am 8. Februar führte auch die 73. Infanterie-Division Gegenangriffe gegen den Landungsabschnitt bei Stanitschka durch, konnte die gefestigten sowjetischen Stellungen am Myschako-Berg aber nicht stürmen.
Der am 17. April beginnende Gegenangriff des deutschen V. Armeekorps gegen den sowjetischen Brückenkopf (Unternehmen Neptun) versuchte den sowjetischen Brückenkopf vergeblich zu zerschlagen. Der Bodenangriff durch die 4. Gebirgs-Division (Generalleutnant Kreß) wurde durch Luftangriffe mit Stukas und anderen Bodenangriffsflugzeugen unterstützt. Bei diesem Unternehmen führte das I. Fliegerkorps der Luftflotte 4 insgesamt 1.560 Einsätze über dem Kuban-Brückenkopf durch. Auch der am nächsten Tag erfolgte Angriff der 125. Infanterie-Division (Generalleutnant Helmut Friebe) gegen den westlichen Hang der Myschako-Stellung blieb stecken. Auf der anderen Seite gelang ebenso wenig der Ausbruch des sowjetischen 16. Schützenkorps südlich von Noworossijsk. Admiral Oktjabrski wurde am 23. April vom Oberkommando der Marine wegen seiner Führungsschwächen durch Admiral L. A. Wladimirski ersetzt und der Reserve zugeteilt.
Im nördlichen Sektor des Kuban-Brückenkopfes wurde bereits im März 1943 das LII. Armeekorps herausgezogen und in den Raum Charkow zur Armee-Abteilung Kempf abgegeben. Die dortige Führung verblieb jetzt alleine beim XXXXIX. Gebirgskorps, dem bald auch die 46. Infanterie-Division entzogen wurde.

### Gliederung der 17. Armee am 7. Juli 1943
- V. Armeekorps (General der Infanterie Wetzel, ab 1. Juli Allmendinger) mit 4. Gebirgs- und 73. Infanterie-Division sowie rumänische 1. Gebirgs-Division
- XXXXIV. Armeekorps (General der Artillerie de Angelis) mit 97. und 101. Jäger-Division, 79., 98. und 125. Infanterie-Division, sowie rumänische 10. Infanterie-Division
- Rumänisches Kavallerie-Korps (Generalmajor Gheorghe Cealik) mit rumänischer 19. Infanterie- sowie 6. und 9. Kavallerie-Division
- XXXXIX. Gebirgskorps (General der Gebirgstruppe Konrad) mit Teilen 13. Panzer- sowie 50. und 370. Infanterie-Division[4]

### Schlacht bei Krymskaja
Am 4. Mai 1943 hatte die 97. Jäger-Division (Generalleutnant Rupp, jetzt General Müller) Krymskaja aufgeben müssen. Am 16. Juli leitete Artilleriefeuer der sowjetischen 56. Armee (General Gretschko) eine neue Offensive westlich dieser Ortschaft ein. Der erste Hauptschlag richtete sich gegen die Stellungen auf der Höhe 114,1. Ein zweiter Angriff lag auf die Höhe 121,4, die von Teilen der 98. Infanterie-Division (General Gareis) verteidigt wurde. Beide Punkte mussten von der Wehrmacht gehalten werden, weil ansonsten eine sowjetische Offensive auf die Taman-Halbinsel möglich gewesen wäre. Auf beiden Seiten wurden auch stärkere Luftkämpfe geführt, deutsche Sturzbomber bombardierten erfolgreich sowjetische Truppenkonzentrationen. Tagelange Artillerieduelle erreichten am 22. Juli ihren Höhepunkt. Am 24. Juli folgte ein neuer Höhepunkt um die Höhe 114,1; die 97. Jäger-Division hielt ihre Positionen, hatte aber hohe Verluste. Am 26. Juli schien die Angriffskraft der sowjetischen Truppen gegen Mittag erschöpft, aber um 16.00 Uhr wurden mit der zweiten Staffel 80 Panzer auf das Schlachtfeld geworfen, gefolgt von zwei frischen Schützen-Regimentern. Die Abwehrschlacht wurde durch die Sturmgeschütz-Brigade 191 unterstützt. Bis zum 27. Juli verlor die 98. Infanterie-Division 42 Offiziere, 188 Unteroffiziere und 1537 Soldaten.

### Noworossisk-Tamaner Operation
Am Abend vom 9. auf 10. September landete die sowjetische Flotte unter Konteradmiral Cholostjakow etwa 8.930 Soldaten unter starken Feuerschutz auf 129 Landungsbooten in der Bucht von Noworossisk. Den Stadtbezirk verteidigten Teile der 73. Infanterie-Division (Generalleutnant Böhme), der 101. Jäger-Division und der rumänischen 1. Gebirgs-Division. Im westlichen Teil von Noworossisk und gegen den sowjetischen Brückenkopf bei Stanichka kämpfte noch immer die 4. Gebirgs-Division. Am 16. September konnten Truppen unter Generalleutnant Konstantin N. Lesselidse die Stadt vollständig besetzen. Nördlich davon griff die sowjetische 56. Armee zusätzlich bei Kiewskoje gegen den Abschnitt der 79. Infanterie-Division (General Kreipe) an.

### Unternehmen Krimhild, 15. September bis 9. Oktober 1943

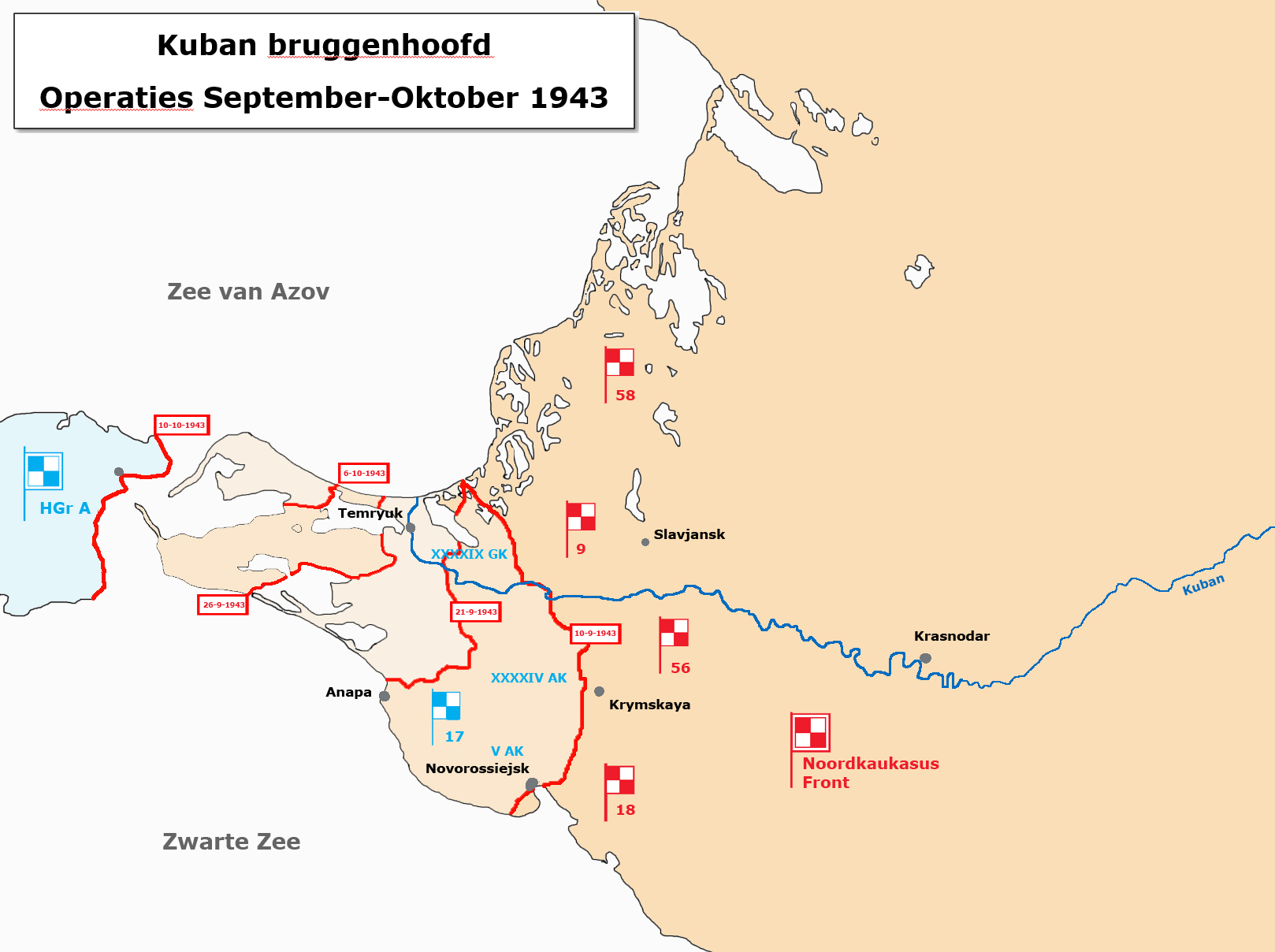
Frontlage im September und Oktober 1943

Angesichts der geänderten Gesamtsituation an der Ostfront (Niederlage der Wehrmacht in der Schlacht um Kursk, allgemeiner Rückzug der Heeresgruppe Süd an den Dnepr) wurde am 3. September die Aufgabe des Kuban-Brückenkopfes beschlossen.
Der Abtransport über die an der schmalsten Stelle etwa vier Kilometer breite Straße von Kertsch erfolgte teils mit Marinefährprahmen, teils mit einer über die Meerenge gespannten Materialseilbahn. Eine von der Organisation Todt errichtete kombinierte Straßen- und Eisenbahnbrücke über die Meerenge wurde kurz vor ihrer Fertigstellung gesprengt.
Am 25. September erfolgte auch im Norden des Brückenkopfes im Raum 6 km westlich von Blagowetschenskaja eine weitere sowjetische Landung, welche den Rückzug der 370. Infanterie-Division (Generalleutnant Becker) aus dem Verteidigungs-Abschnitt zwischen Temrjuk und Golubiszkaja erzwang. Von der Landseite her drängte das 11. Schützenkorps der sowjetischen 9. Armee beidseitig der Straße Kurtschanskaja-Temrjuk gegen die Stellung der 50. Infanterie-Division (Generalleutnant Sixt) vor. Die Truppen der 56. Armee brachen über Starotitarowskaja und Taman zur Spitze der Halbinsel durch. Die 17. Armee hatte sich bereits im sogenannten „Kleinen Gotenkopf“ auf eine kleinere Zwischenstellung abgesetzt: im Norden hielt die Gruppe Becker (50. und 370. Division) in der Mitte die Gruppe Konrad (97. Jäger- und 98. Inf.-Division) und am Süd-Abschnitt die Gruppe Sixt (4. Gebirgs- und rumänische 19. Division). Das freigemachte V. Armeekorps wurde auf die Krim verlegt, das XXXXIV. Armeekorps wurde samt den Divisionen 9., 101. und 125. zur 6. Armee an die untere Dnjepr-Front abgegeben.
Die Räumung des gesamten Brückenkopfes war am 9. Oktober 1943 abgeschlossen. Bis zum 9. Oktober wurden 239.669 Soldaten, 16.311 Verwundete, 27.456 Zivilisten sowie 115.477 Tonnen Kriegsgut (vor allem Munition), 21.230 Kraftfahrzeuge, 74 Panzer, 1.815 Geschütze und 74.657 Pferde auf die Krim evakuiert. Die Luftwaffe stellte Transportflugzeuge des XIV. Fliegerkorps zur Verfügung, die in 1.386 Einsätzen 18.697 Soldaten und 1.156 t Material ausflogen. Damit war der Rückzug aus dem nordwestlichen Kaukasus 1943 eine der wenigen militärischen Rückzugsoperationen der Wehrmacht, bei der die Masse der eingesetzten Truppen und des schweren Gerätes nicht verloren gingen.

## Kubanschild

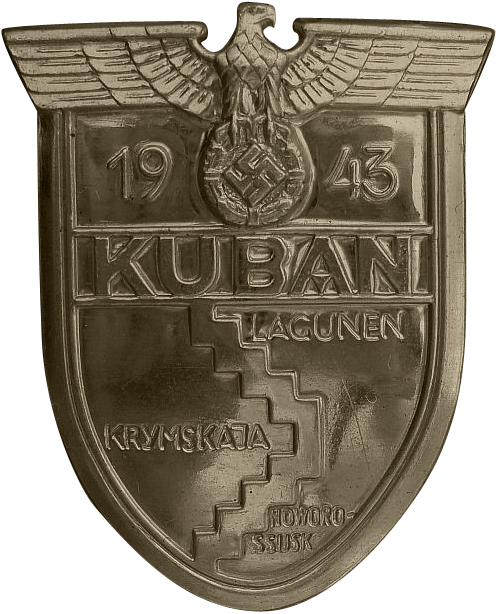
Kubanschild (Replik)

Am 20. September 1943 wurde von Adolf Hitler der Kubanschild gestiftet. Mit diesem wurden die deutschen Teilnehmer ausgezeichnet, die seit dem 1. Februar 1943 an den Kämpfen am Kuban-Brückenkopf zu Lande, in der Luft oder zu Wasser beteiligt gewesen waren. Die Größe des Kubanschildes betrug 52 × 62 mm mit einer Tuchunterlage von 64 × 77 mm, er wurde auf dem linken Ärmel getragen.

## Trivia
- Der Kuban-Brückenkopf bildete den historischen Rahmen für die Handlung des Buches Das geduldige Fleisch von Willi Heinrich. Das Buch war die Grundlage für den Kriegsfilm Steiner – Das Eiserne Kreuz von Sam Peckinpah.